# Cơ sinh học
Cơ sinh học nghiên cứu về cấu trúc, chức năng, chuyển động trong các khía cạnh cơ học của các hệ thống sinh học, ở mọi cấp độ thế giới sống từ toàn bộ sinh vật đến các cơ quan, tế bào và bào quan,
sử dụng các phương pháp cơ học. Cơ sinh học là một nhánh của lý sinh học.

## Từ nguyên
Thuật ngữ "biomechanics" (1899) và "biomechanical" (1856) từ tiếng Hy Lạp cổ đại βίος bios "sự sống" và μηχανική, mēchanikē "mechanics" "cơ học", nhằm chỉ việc nghiên cứu các nguyên lý cơ học của các cơ quan cơ thể sống, một cách chi tiết về sự chuyển dời và cấu trúc của chúng.

## Phương pháp
Sinh cơ học gần gũi với lĩnh vực kỹ thuật vì nó thường sử dụng các công cụ truyền thống của kỹ thuật để phân tích hệ thống sinh học. Một số áp dụng của đơn giản của cơ học cổ điển cho vật liệu có thể mô tả gần đúng các ứng dụng cơ học của rất nhiều bộ phận hay hệ thống sinh học. Cơ học ứng dụng, bao gồm các phân nhánh như cơ học môi trường liên tục, cơ học về cơ cấu, cơ học kết cấu, tĩnh học và động học có thể dùng vào nghiên cứu Sinh cơ học.
Cơ học ứng dụng với các phân ngành như cơ học môi trường liên tục, cơ học về cơ cấu, cơ học kết cấu tĩnh học, động học được áp dụng vào nghiên cứu Sinh cơ học.
Hệ thống sinh học thường rất phức tạp, thường phải dùng các phương pháp số để tính toán chúng. Các nghiên cứu được hoàn thành khi thực hiện được các bước tính lặp tính toán dựa trên các giả thiết rồi mô phỏng, mô hình hóa được kiểm chứng bằng thực nghiệm.

## Các phân mục nghiên cứu
Sinh cơ hoc nghiên cứu bao gồm:
- Động lực học vật thể biến dạng
- Chuyển động của cơ thể
- Chuyển động của các loài vật
- Xương khớp và phẫu thuật chỉnh hình
- Sinh cơ học tim mạch
- Sinh cơ học cho an toàn lao động
- Sinh cơ học cho cấy ghép, lắp bộ phận giả
- Sinh cơ học cho phục hồi chức năng
- Sinh cơ học cho thể thao
- Sinh cơ học về chấn thương

### Cơ sinh học cho thể thao
Trong cơ sinh học cho thể thao, các đinh luật về cơ học được áp dụng cho các vận động viên để đạt được thành tích cao và để giảm chấn thương thể thao. Các yếu tố về kỹ thuật cơ khí (ví dụ, đồng hồ đo biến dạng), kỹ thuật điện (ví dụ, lọc kỹ thuật số), khoa học máy tính (ví dụ, phương pháp số), phân tích dáng đi (ví dụ, đo lực lên bề mặt), và thần kinh học lâm sàng (ví dụ, bề mặt EMG) là các phương pháp phổ biến được sử dụng trong cơ sinh học cho thể thao.
Cơ sinh học trong thể thao, có thể nói là những hành động cơ bắp, khớp và xương của cơ thể trong quá trình thực hiện một nhiệm vụ, kỹ năng và/hoặc kỹ thuật nhất định. Hiểu biết đúng đắn của cơ sinh học liên quan đến kỹ năng thể thao có tác động lớn nhất đến thi đấu thể thao, phục hồi chức năng và phòng chống thương tích, cùng với môn thể thao ưu thế. Theo ghi nhận của bác sĩ Michael Yessis, người ta có thể nói rằng vận động viên tốt nhất là người thực hiện điều kỹ năng của mình là tốt nhất.

### Cơ sinh học môi trường liên tục
Phân tích cơ học của vật liệu sinh học và chất lỏng sinh học thường được thực hiện ra với các khái niệm của cơ học môi trường liên tục. Giả định này bị phá vỡ khi kích thước hay cấp độ của phần quan tâm tiếp cận theo các cấp độ của các chi tiết cấu trúc vi mô của vật liệu. Một trong những đặc điểm đáng chú ý nhất của vật liệu sinh học là cấu trúc phân cấp của họ. Nói cách khác, các đặc tính cơ học của các vật liệu này dựa trên hiện tượng vật lý xảy ra ở nhiều cấp độ, từ các phân tử tất lên đến mức mô và cơ quan.
Vật liệu sinh học được xếp vào hai nhóm, các mô cứng và mềm. Biến dạng cơ học của mô cứng (như gỗ, vỏ và xương) có thể được phân tích với lý thuyết đàn hồi tuyến tính. Mặt
khác, mô mềm (như da, gân, cơ và sụn) thường trải qua biến dạng lớn và 
do đó phân tích của họ dựa trên lý thuyết biến dạng lớn và máy tính mô phỏng bằng phần tử hữu hạn. Sự quan tâm về cơ học liên tục trong cơ sinh học được thúc đẩy bởi nhu cầu hiện thực trong sự phát triển của mô phỏng y tế.[6]:568

### Phương pháp số cho Sinh cơ học
Trong thập kỷ qua phương pháp phần tử hữu hạn đã trở thành một cách để thay thế việc để đánh giá phẫu thuật trong cơ thể. Ưu điểm chính của tính toán bằng phương pháp số trong cơ sinh học là có thể xác định phản ứng bên trong của một giải phẫu mà không bị hạn chế về đạo đức.[9]
Điều này đã dẫn đến mô hình phần tử hữu hạn dần đến mức trở thành phổ biến trong một số lĩnh vực Cơ Sinh học trong khi một số dự án thậm chí còn thông qua dự án về mã nguồn mở (ví dụ BioSpine).